# Sílice pirogènica

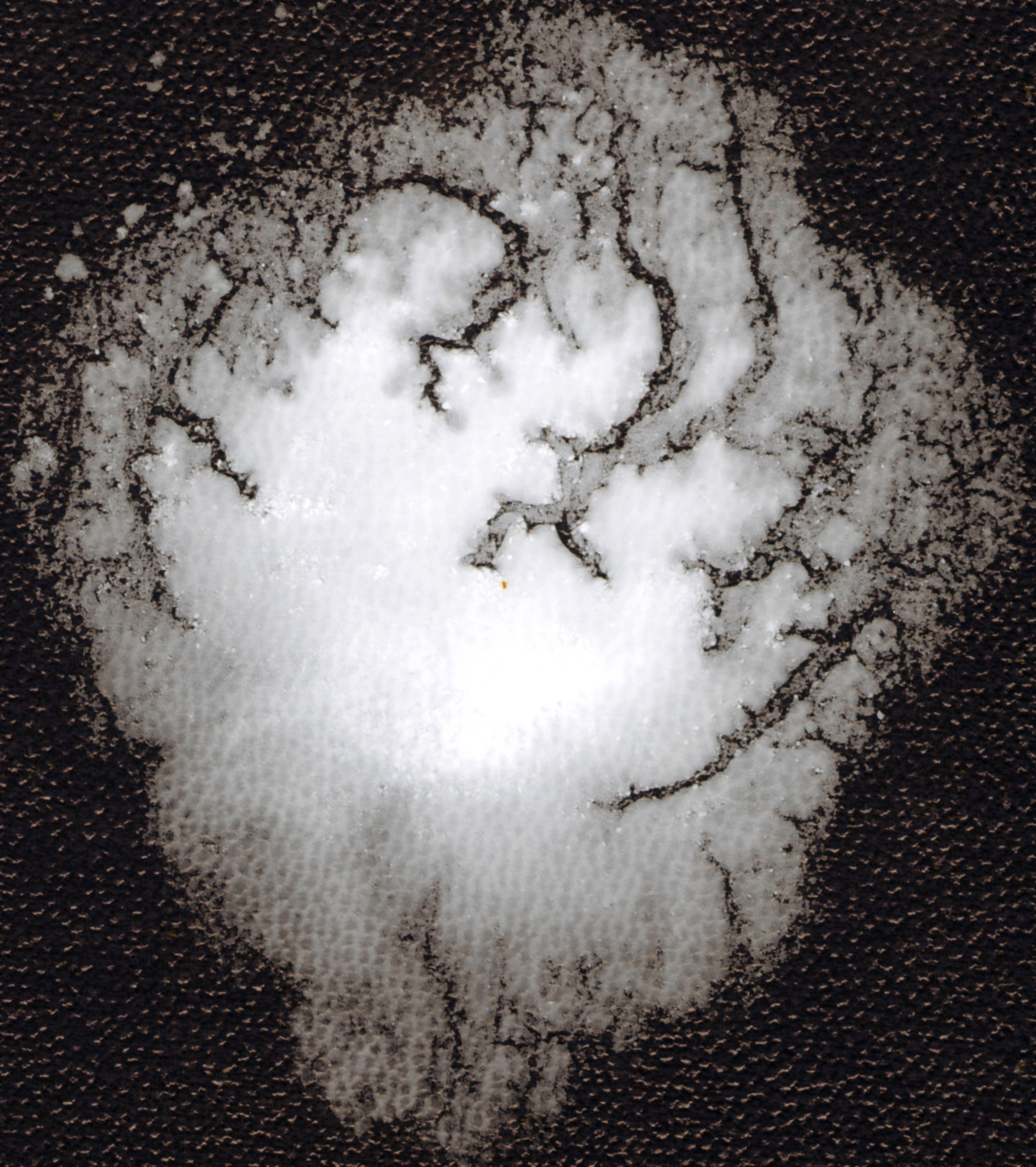
Sílice fumada amb una superfície de 130 m ^{2} /g

La sílice fumada (número CAS 112945-52-5), també coneguda com a sílice pirogènica perquè es produeix mitjançant una flama, consisteix en gotes microscòpiques de sílice amorfa fusionades en partícules secundàries ramificades, en forma de cadena i tridimensionals que després s'aglomeren en partícules terciàries. Les pólvores resultants tenen una densitat a granel extremadament baixa i una gran superfície. La seva estructura tridimensional dona lloc a un comportament tixotròpic que augmenta la viscositat quan s'utilitza com a espessidor o farciment de reforç.

## Propietats
La sílice fumada té un efecte espessidor molt fort. La mida de les partícules primàries és de 5 a 50 nm. Les partícules no són poroses i tenen una superfície de 50-600 m2 /g. La densitat és de 160-190 kg/m 3 .

## Producció
La sílice fumada es fa a partir de la piròlisi a la flama de tetraclorur de silici o de sorra de quars vaporitzada en un arc elèctric a 3000 °C. Els principals productors mundials són Evonik (que el ven amb el nom Aerosil), Cabot Corporation (Cab-O-Sil), Wacker Chemie (HDK), Dow Corning, Heraeus (Zandosil), Tokuyama Corporation (Reolosil), OCI (Konasil), Orisil (Orisil) i Xunyuchem (XYSIL).

## Aplicacions
La sílice fumada serveix com a espessidor universal i com a agent antiaglomerant (agent de flux lliure) en pols. Igual que el gel de sílice, serveix com a dessecant. S'utilitza en cosmètica per les seves propietats de difusió de la llum. S'utilitza com a abrasiu lleuger, en productes com la pasta de dents. Altres usos inclouen farciment en elastòmer de silicona i ajust de viscositat en pintures, recobriments, tintes d'impressió, adhesius i resines de polièster insaturades.

## Problemes de salut
La sílice fumada no està catalogada com a carcinògena per OSHA, IARC o NTP. Per raó de la seva finesa i poc gruix, les pólvores de sílice fumada poden passar fàcilment a l'aire, havent-hi un risc d'inhalació, capaç de provocar irritació a les mucoses.